# Écosystème forestier exceptionnel
Un écosystème forestier exceptionnel (EFE) est un type d'aire protégée du Québec administré par le ministère des Forêts, de la Faune et des Parcs.

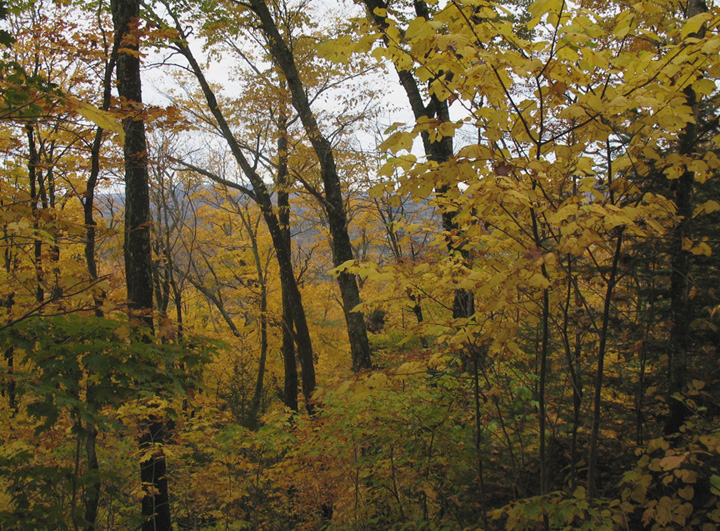
Forêt ancienne du Mont Wright.

Ces milieux naturels sensibles sont habituellement de petites dimensions et présentent une biodiversité unique, on peut donc y retrouver des peuplements de grands intérêts pour la conservation de la diversité des écosystèmes forestiers et importants pour les générations futures. Les EFE représentent des peuplements forestiers qu’on retrouve en faible proportion au niveau du Québec puisqu’il regroupe des composantes écologiques (biotique et abiotique) distinctes et propres à ces écosystèmes. Ces forêts authentiques « présentent une absence ou une quasi-absence de perturbations de nature anthropique et qui se caractérisent par le fait qu’elles ont acquis sans entrave des attributs particuliers de composition ou de structure sous l’influence de conditions particulières du milieu naturel ». 
On peut retrouver trois catégories d’écosystèmes forestiers exceptionnels, soit les forêts anciennes, les forêts rares et les forêts refuges qui présentent des caractéristiques particulières différentes. Toutefois, certains EFE peuvent être associés à plus qu’une catégorie et ne sont pas forcément homogènes. Également certaines zones peuvent être d’une plus grande importance pour le maintien de la biodiversité. 
Les EFE sont réparties inégalement sur des terres publiques, réglementées par le gouvernement du Québec et des terres privées qui sont laissés sous la responsabilité volontaire des propriétaires. Ces contextes différents créent une urgence de conservation contre toutes activités anthropiques nuisibles pour ces territoires privés uniques et regorgeants de diversité végétale et animale.

## Catégorie
Le ministère classe les écosystèmes forestiers exceptionnels en trois catégories, soit la forêt ancienne, la forêt rare et la forêt refuge. 

### Les forêts anciennes
Les forêts anciennes comme leur nom l’indique sont des forêts qui sont très vieilles (100 ans et plus). Elles sont composées majoritairement par des arbres matures de taille (> 50 cm de diamètre) et d’âge variés, des arbres morts, des chicots ainsi que des souches au sol présentant divers stades de décomposition. Pour déterminer l’ancienneté d’un peuplement, les tiges sont évaluées à partir d’analyses statistiques provenant d’inventaires forestiers. Le couvert végétal est généralement fermé et on peut observer quelques ouvertures dans les portions où il y a de nombreux arbres morts. Les espèces qui dominent ces peuplements forestiers sont des essences tolérantes à l’ombre. Ces forêts n’ont subi aucune activité anthropique ou perturbation naturelle dans les dernières décennies, ce qui leur a permis de développer des attributs particuliers. Ses forêts sont très rares et importantes pour la conservation de la biodiversité. 
Voici quelques exemples des forêts anciennes du Québec : Érablière à ostryer, Sapinière à bouleau blanc et à thuya, Pessière noire à sphaignes, Sapinière à épinette noire montagnarde et Cédrière sèche à sapin, etc..

### Les forêts rares
Les forêts rares sont habituellement composées d’une essence ou un agencement d’espèces végétales rare et où leur occurrence au Québec ou à une plus petite échelle est faible. Étant donné les conditions écologiques propres à ces forêts, celle-ci est habituellement de petite dimension (moins de 1 000 hectares). La rareté de ces peuplements ou essences peut découler d’activités humaines ou de conditions naturelles qui ont donné une structure ou des conditions écologiques peu habituelles à ces forêts.
Voici quelques exemples des forêts rares du Québec : Frênaie noire, Cédrière à sapin sur tourbe, Frênaie noire à orme d’Amérique, Cédrière sèche à sapin, Pessière blanche à lichens, Sapinière à oxalide de montagne, Pinède grise et Érablière argentée à frêne noir, etc. (Voir liste complète sur le site du ministère des Forêts, de la Faune et des Parcs).

### Les forêts refuges
Les forêts refuges se définissent par la présence d’une à plusieurs espèces (plus de trois) ou une population végétale menacée ou vulnérable ou en voie de le devenir. Également les forêts refuges peuvent abriter « une population très importante pour la conservation de l’une ou l’autre de ces espèces », des espèces rares ou en situation précaire. Ces milieux sont essentiels à la préservation de la biodiversité du Québec.
Voici quelques exemples des forêts refuges du Québec : Cédrière à épinette noire abritant la valériane des tourbières (Valeriana uliginosa), l’orchis à feuille ronde (Amerorchis rotundifolia) et le cypripède royal (Cypripedium reginae), Cédrière humide à sapin abritant la variété américaine du calypso bulbeux (Calypso bulbosa var. americana) et Sapinière à bouleau jaune et à thuya abritant la doradille ambulante (Asplenium rhizophyllum), etc..

## Les écosystèmes forestiers exceptionnels de la forêt boréale
À l’heure actuelle, les EFE répertoriés et protégés légalement se retrouvent dans la forêt tempérée soit le Québec méridional, où les forêts sont plus riches en espèces végétales. La forêt boréale pourrait abriter des écosystèmes forestiers exceptionnels dans ces coins retirés et non habités, seulement des inventaires permettraient de les identifier et de leur garantir la conservation. 
Parmi les EFE répertoriés en forêt boréale, elles sont pour la majorité localisée sur des terres publiques du Québec et sont consacrées aux aménagements forestiers. De plus, la forêt boréale est aux prises avec de nombreuses coupes forestières et de perturbations naturelles telles que des feux de forêt, les chablis et des épidémies d’insectes (tordeuse des bourgeons de l’épinette) qui détruisent de grandes superficies de forêts.
Quelques inventaires dans la forêt boréale ont débuté dans les années 2000 afin d’identifier des forêts anciennes, des forêts rares et des forêts refuges. Le potentiel des forêts anciennes dans la forêt boréale est présent, toutefois ces forêts doivent persister aux dynamiques types de ces milieux assez longtemps pour développer des peuplements âgés d’au moins 225 ans, âge moyen déterminé par les chercheurs. Pour les forêts rares, quinze essences sur quarante sont retrouvées seulement dans la zone tempérée du Québec. Donc, plus de vingt essences exclusives de la forêt boréale sont susceptibles de former ce type d’EFE selon la rareté des groupements. Les forêts refuges se retrouvent en moins grande quantité dans la forêt boréale. Toutefois, l’Est de ce type de forêt représente un secteur prometteur pour les espèces végétales menacées ou vulnérables. Les espoirs principaux des chercheurs se retrouvent principalement dans les milieux alpins, côtiers et riverains.
Finalement, les EFE en forêt boréale n’ont toujours pas de mesures légales pour la conservation de ces sites vulnérables. En revanche, le ministère des Ressources naturelles du Québec a déposé une directive administrative pour la conservation transitoire de ces terres en 1997. La conservation des EFE en forêt boréale est aussi importante qu’ailleurs sur l’ensemble du territoire du Québec pour la protection de la biodiversité et devrait faire partie des préoccupations futures du gouvernement québécois. 

## Historique
Le ministère procède à l’inventaire et à la caractérisation des écosystèmes forestiers exceptionnels depuis 1996. Que ce soit pour la conservation des terres publiques ou dans le but d’inciter les propriétaires des terres privées à faire de même. Dans le besoin éminent d’outils législatifs pour gérer ces territoires, le ministère a promulgué en 2001 la loi sur les forêts qui découle de la loi sur l'aménagement durable du territoire forestier. Cette loi permit alors la classification officielle des EFE qui commença l’année suivante. Depuis, « le ministère joue un rôle continu d'agent d'information et de sensibilisation auprès de ses partenaires (publics et privés) afin de les épauler dans leurs efforts pour conserver les écosystèmes forestiers exceptionnels dont ils sont responsables. »

## Réglementation
Les écosystèmes forestiers exceptionnels sont gérés différemment que ne le sont les autres types de forêts du Québec. Nous pouvons les diviser en deux catégories, soit les EFE sur des terres publiques et les EFE sur les terres privées.
Les EFE publics sont protégés en vertu de l’article 24.4 de la loi sur les forêts (L.R.Q. c. F-4.1), du gouvernement du Québec depuis 2001 dans le but d’éviter toute activités possibles d’altérer leurs caractéristiques exceptionnelles (aménagement forestier, activités minières, construction, chemins, etc.). Ces écosystèmes restent malgré tout accessible pour la population pour des fins récréatives, de recherche ou éducatives à condition que leurs caractéristiques exceptionnelles soient conservées.
Les démarches préparatoires pour le classement d’une EFE peuvent prendre plusieurs années, elles comprennent ; l’analyse légale, l’analyse de recevabilité et l’analyse d’acceptabilité. Le ministre doit prendre connaissance de l’ensemble des informations nécessaires pour l’analyse. Il est important de noter que le ministre peut retirer le titre d’écosystème forestier exceptionnel s’il juge que celui-ci ne satisfait plus les critères de classement et que seulement le ministre, après consultation avec les autres ministères touchés, peut autoriser des activités dites indispensables qui ne nuisent pas à la conservation de la biodiversité. Également, les plans d’eau (lacs) et cours d’eau (rivières) ne sont pas inclus dans les délimitations des EFE.
Les EFE privés ne sont pas réglementés par le gouvernement québécois, mais celui-ci encourage fortement les propriétaires de ces milieux a les protégés et de collaborer avec l’agence de forêt privée ou tout autre acteur de leur région pour la conservation et la protection de ces écosystèmes vulnérables.

## Aire protégée du Québec
Une aire protégée au Québec est considérée comme « un territoire, en milieu terrestre ou aquatique, géographiquement délimité, dont l’encadrement juridique et l’administration visent spécifiquement à assurer la protection et le maintien de la diversité biologique et des ressources naturelles et culturelles associées ». Celles-ci sont essentielles pour la gestion durable des forêts au Québec. Les écosystèmes forestiers exceptionnels correspondent à la première des 23 désignations juridiques ou administratives des aires protégées du Québec. Les EFE sont des aires protégées à vocation de conservation principalement. Sur 155 435,66 km2 de superficie d’aires protégées québécoises, les EFE représentent 318,86 km2, soit 265,89 km2 pour les forêts anciennes, 38,96 km2 pour les forêts rares et 14,01 km2 pour les forêts refuges.

## Répartition géographique
Le Québec est composé de 92 % de terres publiques. Dans cette immensité, nous pouvons retrouver plus de 200 écosystèmes forestiers exceptionnels qui sont répartis inégalement sur le territoire méridional. La région administrative québécoise possédant le plus d’EFE est l’Abitibi-Témiscamingue (29 forêts anciennes et huit forêts rares), celle possédant le moins d’EFE est l’Estrie (une forêt ancienne et une forêt rare) et celle regroupant le plus de forêts refuges est l'Outaouais (dix forêts anciennes, deux forêts rares et neuf forêts refuges). Parmi les trois types de EFE, on trouve davantage de forêts anciennes (139) que de forêts refuges (19), indépendamment de la région du Québec. Le tableau suivant présente les EFE classés par région du Québec méridionale et par type.
| Régions administratives du Québec | Forêts anciennes | Forêts rares | Forêts refuges | Nombre total de EFE |
| Abitibi-Témiscamingue             | 29               | 8            | 0              | 37                  |
| Bas-Saint-Laurent                 | 9                | 15           | 2              | 26                  |
| Capitale-Nationale                | 10               | 3            | 0              | 13                  |
| Chaudières- Appalaches            | 4                | 0            | 0              | 4                   |
| Côte-Nord                         | 20               | 12           | 1              | 33                  |
| Estrie                            | 1                | 1            | 0              | 2                   |
| Gaspésie-Île-de-la-Madeleine      | 11               | 8            | 5              | 24                  |
| Lanaudière                        | 5                | 0            | 0              | 5                   |
| Laurentides                       | 16               | 6            | 2              | 24                  |
| Mauricie                          | 3                | 2            | 0              | 5                   |
| Nord-du-Québec                    | 7                | 3            | 0              | 10                  |
| Outaouais                         | 10               | 2            | 9              | 21                  |
| Saguenay-Lac-Saint-Jean           | 14               | 4            | 0              | 18                  |
| TOTAL                             | 139              | 64           | 19             | 222                 |

Il est extrêmement difficile de déterminer la quantité située en terres privées, car l’inventaire des EFE est seulement réalisé sur les terres publiques. La plupart des propriétaires privés ignorent la présence de ces écosystèmes unique sur leurs terres. Au Québec, on présume que plus de la moitié des EFE se retrouvent en terres privées, bien que ces dernières représentent seulement 8 % du territoire québécois total. De plus, ces terres sont majoritairement localisées dans le sud du Québec et représenteraient plus de 300 sites différents. La portion privée rassemble une grande biodiversité, une forte proportion d’EFE et d’espèces menacées et vulnérables, mais également une grande activité humaine qui engendre des impacts et des risques élevés sur ces forêts.

## Menaces
Ce qui constitue la principale menace des EFE est l’ensemble des activités anthropiques (abattage d’arbres, constructions, routes, etc.) qui détruisent des vieilles forêts, augmentent la rareté de certaines espèces végétales et engendrent des pertes d’habitats importants pour certaines espèces menacées ou vulnérables. Dans l’ensemble, peu de territoires québécois sont de nature privée, mais ceux-ci représentent plus de la moitié des EFE au Québec et ils ne sont pas protégés légalement contre ces activités. 
En territoire public, des catastrophes naturelles (inondations, verglas, foudres, feux de forêt, ouragans, glissements terrain) peuvent survenir et perturber les écosystèmes et les caractéristiques uniques qui en font des territoires exceptionnels. Toutefois les territoires qui sont légalement reconnus et qui sont protégés des activités anthropiques recouvrent habituellement leurs attributs plus rapidement que ceux qui ne sont pas protégés.

## Les espèces fauniques des écosystèmes forestiers exceptionnels
Plusieurs mammifères, oiseaux, amphibiens et reptiles habitent ces forêts aux caractéristiques extraordinaires. Les forêts anciennes semblent attirer une plus grande variété étant donné la variété d’habitats (souches, arbres matures, chablis, etc.). On peut observer des martres d’Amérique, des pékans, des ours noirs, des souris, des pics maculés, des mésanges bicolores, des salamandres cendrées, des grenouilles des bois, etc. Ces espèces peuvent aussi se retrouver dans les deux autres types de forêts (rares et refuges).

## Protection et conservation
Les écosystèmes forestiers exceptionnels sont susceptibles de disparaître s’ils ne sont pas protégés correctement. Il est toutefois important de noter que les EFE en forêt privée sont davantage vulnérables puisque la protection et la conservation de ces milieux nécessitent l’implication des propriétaires et de leur bonne volonté et que ceux-ci ne sont pas légalement encadrés.  Divers acteurs sont disponibles pour aider les propriétaires privés, soit les municipalités, les MRC, les agences des forêts privées, les organismes de bassins versants et divers organismes environnementaux (ONG). Le Québec compte environ 17 agences de forêts privées réparties sur son territoire. Ces organismes à but non lucratif représentent un partenaire important pour la gestion des forêts privées. Ceux-ci peuvent aider financièrement et activement à la conservation des territoires forestiers. Également, la Loi sur la conservation du patrimoine naturel est en mesure d’attribuer des titres de réserves naturelles à des propriétés privées. Ces titres permettent de soutenir les propriétaires de forêts privées voulant s’assurer de conserver des écosystèmes forestiers exceptionnels.
Les EFE sont d’une importance capitale pour la préservation de la diversité biologique du Québec, l’un des critères d’aménagement durable des forêts. Ces écosystèmes constituent des habitats de choix pour la faune et la flore québécoise. Étant donné les dimensions restreintes de ces milieux, il en devient d’autant plus important de protéger ces milieux uniques avec lesquels les espèces sont profondément liées. 
Les gros arbres morts des forêts anciennes permettent à plusieurs espèces d’oiseaux de s’abriter, se nourrir et se reproduire. Tandis que les troncs au sol constituent des habitats de prédilection pour les insectes, les rongeurs, les amphibiens et les reptiles. Également, étant donné que ces forêts n’ont connu aucune activité anthropique, les arbres matures qui les composent nous permettent « d’étudier les processus d’évolution naturelle des forêts et leurs réactions face aux intempéries ainsi qu’aux insectes et maladies. » Les habitats uniques qui composent les forêts rares abritent une grande biodiversité et augmentent le patrimoine naturel des régions. Finalement les forêts refuges regroupent des espèces rares et/ou en péril et des colonies remarquables qui favorisent la durabilité des forêts pour les générations futures.

## Gestion des terres publique
Le principe fondamental adopté par le ministère des Forêts, de la Faune et des Parcs (MFFP) est « la prohibition totale des activités humaines » à l’intérieur de l’ensemble des écosystèmes forestiers exceptionnels en terre publique. Également, les activités pouvant entraîner des dommages à long terme sur les peuplements ou les habitats d’espèces menacées ou vulnérables doivent être contrôlées et prohibées. L’absence d’effets des activités humaines est à l’origine de ces forêts exceptionnelles. La protection intégrale des EFE constitue la solution la plus simple et efficace pour le maintien de la biodiversité et la conservation de ces milieux unique. Si des activités ne peuvent pas être évitées, des mesures d’atténuation devraient être priorisées (bande de protection, limiter les coupes, conserver le bois mort, etc.) pour la protection des attributs des Ecosystèmes Forestier Exceptionnels.